# Elatostema boholense
Elatostema boholense är en nässelväxtart som beskrevs av Eduardo Quisumbing y Argüelles och Merr.. Elatostema boholense ingår i släktet Elatostema och familjen nässelväxter. Inga underarter finns listade i Catalogue of Life.